# Yuxarı Salahlı
Yuxarı Salahlı è un comune dell'Azerbaigian situato nel distretto di Qazax.

## Storia
Il nome precedente era Salakhly. Il villaggio divenne noto come Yukhary Salakhly (Salakhly superiore) dopo la formazione di Ashagi Salakhly (Salakhly inferiore) nel 1867. Nel 1922 fu creato il villaggio di Orta Salakhly (Medio Salakhly) sulla base delle case di due villaggi.
I Salakhly sono un'antica famiglia che faceva parte delle tribù kazake che abitavano il territorio dell'Azerbaigian occidentale nella provincia storica di Gazakh.

## La popolazione
Nel 1835, 4.020 tatari, 2.500 uomini e 1.520 donne, vivevano in 600 case nel villaggio di Salakhli, nel distretto di Gazakhi, in Georgia.
Secondo il censimento del 2009, nel villaggio vivevano 3645 persone. La popolazione comprendeva 1822 uomini e 1823 donne.